# Парканова, Власта
Власта Парканова (урождённая Трнцовцова, чеш. Vlasta Parkanová, Trnovcová; 21 ноября 1951 года, Прага) — чешский государственный и политический деятель. Бывший долголетний депутат Палаты депутатов Парламента Чехии (1997—2013), бывший министр юстиции Чехии во втором правительстве Вацлава Клауса и правительстве Йозефа Тошовского, бывший министр обороны Чехии и первый вице-премьер во втором правительстве Мирека Тополанека.

## Биография
Училась в гимназии в Таборе, которую окончила в 1970 году. В 1975 году окончила юридический факультет Карлова университета. С 1970 по 1990 год работала корпоративным юристом, в основном в сельскохозяйственных организациях. В 1988 году получила ученую степень доктора права (JUDr.). Кроме того, она активно занималась музыкой, выступала как исполнительница народных песен. Перед началом политической карьеры, в 1990 году, числилась юристом в Государственном племенном хозяйстве, расположенном в Сезимово-Усти.

## Политическая деятельность
Во время Бархатной революции в ноябре 1989 года, принимала участие в создании отделения Гражданского форума (OF) в Таборе. В январе 1990 года, в рамках процесса кооптации депутатов в Федеральное собрание после Бархатной революции, стала беспартийным депутатом Палаты народа Федерального Собрания (избирательный округ № 40 — Табор, Южночешский край) от Гражданского форума. На первых свободных выборах после падения коммунистического режима, в июне 1990 года, была избрана в Палату наций Федерального собрания. Была членом Либерального фракции, позднее перешла во фракцию Гражданской демократической партии (ODA), членом которой стала в декабре 1991 года. Была членом центрального собрания и председателем секции безопасности, членом конституционно-правового комитета ФС, а после выборов в июне 1990 года работала в комитете ФС по обороне и безопасности, комитете СФ по мандатам и иммунитету, а также была членом комиссии по наблюдению за выводом советских войск из Чехословакии. Была депутатом до выборов в июне 1992 года. 
С осени 1992 года работала в Министерстве иностранных дел, а затем в Министерстве внутренних дел в качестве директора департамента. После отставки Яна Калводы с поста министра юстиции, была назначена новым министром юстиции во втором правительстве Вацлава Клауса. После внутрипартийного кризиса в ODS, который перерос в правительственный кризис и падение правительства Клауса, была вновь назначена на должность министра юстиции в новом правительстве Йозефа Тошовского. Среди её заслуг на этом посту считается запуск публичного реестра юридических лиц Чехии в интернет-пространстве. 2 декабря 1997 стала депутатом Палаты депутатом Парламента Чехии, после отставки депутата Мирослава Лештины. 
В 1998 году покинула ODA, а на досрочных парламентских выборах в июне того же года, была избрана беспартийным депутатом от KDU-ČSL. В июле 2001 года стала членом KDU-ČSL. На выборах в Сенат 2004 года была кандидатом в 13-м избирательном округе (Табор). 
С сентября 2006 по январь 2007 года была председателем фракции KDU-ČSL в Палате депутатов. С декабря 2006 по июнь 2009 года была одним из заместителей председателя KDU-ČSL. По данным социологических опросов агентства STEM, была самым популярным политиком в Чешской Республике в период с сентября 2006 по апрель 2007 года.
В январе 2007 года стала министром обороны во втором правительстве Мирека Тополанека. На этом посту, в первую очередь содействовала строительству американской военной базы в Брдах как части системы противоракетной обороны США. В июне 2007 года во время встречи с президентом США, преподнесла ему подарок в виде праздничной песни, которую исполнила вместе с музыкантом Яном Вычиталом. Это была переработанная песня периода соцреализма «Приветствие астронавтам», более известная под названием «Добрый день, майор Гагарин», вызвавшая бурные обсуждения и, прежде всего, насмешки в чешском обществе.
Летом 2009 года, вместе с рядом депутатов и сенаторов KDU-ČSL, под главенством Мирослава Калоусека, покинула KDU-ČSL и участвовала в создании новой правоцентристской партии, названной TOP 09. Была переизбрана депутатом Палаты депутатов от TOP 09 на выборах в 2010 году. В период с июня 2010 по 11 июля 2012 года была вице-председателем Палаты депутатов.

## Конец политической карьеры
В 2012 году полиция Чехии возбудила уголовное дело в отношении Перкановой в связи с подозрением, в незаконных действиях в связи с покупкой военных самолетов CASA C-295. Детективы антикоррупционной службы хотели обвинить Парканову в превышении должностных полномочий и неисполнении должностных обязанностей при управлении чужим имуществом. 13 июня 2012 года, полиция направила запрос в Палату депутатов с просьбой выдать Парканову для уголовного преследования. Свою вину Парканова отвергала, а обвинения называла «абсурдными».  Полиция хотела привлечь Парканову к ответственности якобы за то, что та не провела экспертизу для подтверждения стоимости самолета. Это означало, что заплатило на 658 миллионов крон больше, что составляет разницу между ценой покупки и более поздней пересмотренной экспертной оценкой. 11 июля 2012 года Парканова ушла в отставку с поста вице-председателя Палаты депутатов и была лишена иммунитета для уголовного преследования. 
В сентябре 2016 года районный суд Праги 6 вернул обвинительное заключение по делу о покупке самолетов CASA обратно прокурору для дальнейшего расследования. Новое судебное разбирательство по делу началось весной 2017 года, но было отложено до августа того же года. В октябре 2020 года этот суд оправдал Парканову по предъявленным ей обвинениям без вынесения окончательного решения. В своей мотивировочной части суд заявил, что мнение, на которое ссылалось обвинение, было «методологически и фактически неверным». Отчёт подготовил руководитель компании «American Apraisal» Иржи Крах, который до 1989 года работал офицером разведки в органах государственной безопасности. В октябре 2021 года вердикт был окончательно подтвержден Городским судом Праги. Таким образом, Парканова и е; бывший подчиненный Иржи Станек были полностью оправданы по предъявленным обвинениям. По некоторым мнениям, дело о покупке по завышенной цене самолётов CASA, могло быть сфабриковано по политическому заказу с целью полного публичного уничтожения бывшего министра. 
Министерство юстиции выплатило Перкановой компенсацию за уголовное преследование в размере 1,6 миллиона крон. Впоследствии Парканова подала иск в районный суд Праги 2 с требованием возместить ущерб в размере почти 9 миллионов крон, однако позднее суд отказал.